# Saponaria
Saponaria L. è un genere di piante della famiglia delle Cariofillacee.
Sono per lo più piante erbacee, perenni o annuali, apprezzate nel giardinaggio per le abbondanti fioriture nelle sfumature del viola.

## Etimologia
Il nome deriva dall'usanza di utilizzare S. officinalis nella produzione di saponi.

## Tassonomia
Il genere comprende le seguenti specie:
- Saponaria aenesia Heldr.
- Saponaria bargyliana Gomb.
- Saponaria bellidifolia Sm.
- Saponaria biovulata (Stapf) Barkoudah
- Saponaria bodeana Boiss.
- Saponaria caespitosa DC.
- Saponaria calabrica Guss.
- Saponaria cerastoides Fisch. ex C.A.Mey.
- Saponaria cypria Boiss.
- Saponaria dalmasi H.Boissieu
- Saponaria emineana Gemici & Kit Tan
- Saponaria glutinosa M.Bieb.
- Saponaria griffithiana Boiss.
- Saponaria gypsacea Vved.
- Saponaria halophila Hedge & Hub.-Mor.
- Saponaria iranica Dashti, Assadi & Sharifnia
- Saponaria jagelii Phitos & Greuter
- Saponaria karapinarensis Vural & Adıgüzel
- Saponaria kotschyi Boiss.
- Saponaria lutea L.
- Saponaria mesogitana Boiss.
- Saponaria ocymoides L.
- Saponaria officinalis L.
- Saponaria orientalis L.
- Saponaria pachyphylla Rech.f.
- Saponaria pamphylica Boiss. & Heldr.
- Saponaria picta Boiss.
- Saponaria pinetorum Hedge
- Saponaria prostrata Willd.
- Saponaria pumila Janch.
- Saponaria pumilio Boiss.
- Saponaria sewerzowii Regel & Schmalh.
- Saponaria sicula Raf.
- Saponaria stenopetala Rech.f.
- Saponaria subrosularis Rech.f.
- Saponaria suffruticosa Nábělek
- Saponaria syriaca Boiss.
- Saponaria tadzhikistanica (Botsch.) V.A.Shultz
- Saponaria tridentata Boiss.